# Mackenzie Phillips
Laura Mackenzie Phillips (Alexandria (Virginia), 10 november 1959) is een Amerikaans actrice en zangeres.

## Biografie
Ze is de dochter van zanger John Philips. Ze speelde op jonge leeftijd mee in de film American Graffiti (1973).
In september 2009 kwam Phillips in het nieuws vanwege haar autobiografie waarin zij onder meer schrijft over haar drugsverslaving en de incestueuze verhouding met haar vader.
In juli 2018 speelde ze in de Netflix-serie Orange is the new black de rol van Barbara Dennings, een van de leiders in een van de celblokken.

## Liedjes
- The Rock
- In the Darkness
- Another World
- Rebecca